# Decade (Live at the El Mocambo)
Decade (Live at the El Mocambo) è il primo CD/DVD live della band canadese Silverstein. È stato distribuito con etichetta Victory Records l'8 giugno 2010, come precedentemente annunciato dalla band stessa su Facebook.
È stato filmato da Robby Starbuck, che già aveva diretto i video di Vices ed American Dream, durante la serie di 4 concerti che la band ha tenuto nel locale El Mocambo di Toronto tra il 18 ed il 21 marzo 2010, in occasione dei suoi 10 anni di carriera. Ogni serata la band ha suonato live un singolo album dei 4 prodotti nel corso degli anni. Il mixaggio è affidato al produttore Cameron Webb, che già aveva collaborato con i Silverstein per A Shipwreck in the Sand e Discovering the Waterfront.
Il disco è composto da un CD con 22 canzoni, un DVD con 17, più contenuti aggiuntivi come i 10 video musicali registrati dalla band (compreso in anteprima quello di American Dream), e per il preordine sul sito della Victory Records anche una T-shirt ed un poster. Il DVD è stato proiettato in anteprima il 7 giugno al Royal Cinema di Toronto, mentre la versione live di My Heroine è stata disponibile dal 31 maggio su AbsolutePunk.
Il cantante della band, Shane Told, ha affermato "è stata un'esperienza incredibile. La cosa più bella è stata suonare tutti gli album dall'inizio alla fine e vedere i fan così entusiasti. Alla fine eravamo esausti, ma è stata una delle esperienze migliori della mia vita. Non lo dimenticherò mai." La critica ha elogiato la prestazione del gruppo, e secondo AbsolutePunk molte tracce sono state eseguite anche meglio che nel CD in studio, specialmente quelle da When Broken Is Easily Fixed; anche la qualità audio è stata giudicata eccellente. Un altro punto di forza del DVD è stato individuato nel fatto che invece di avere tutte le canzoni di seguito, tra una traccia e l'altra sono inseriti video dal backstage, interviste a fan e membri della band ed altro materiale, che rendono il DVD vivace e meno noioso.

## Tracce
CD
1. Smashed Into Pieces
2. Red Light Pledge
3. The Weak And The Wounded
4. When Broken Is Easily Fixed (ft. Kyle Bishop)
5. Your Sword vs. My Dagger
6. Fist Wrapped In Blood
7. Discovering The Waterfront
8. Defend You
9. Call It Karma
10. Bleeds No More
11. Sound Of The Sun
12. If You Could See Into My Soul
13. My Disaster
14. Still Dreaming
15. Here Today, Gone Tomorrow
16. Already Dead
17. Smile In Your Sleep
18. Vices
19. American Dream
20. Born Dead (ft. Scott Wade)
21. I Am The Arsonist
22. My Heroine (acoustic)

DVD
1. Smashed Into Pieces
2. Red Light Pledge
3. The Weak And The Wounded
4. Your Sword vs. My Dagger
5. Discovering The Waterfront
6. Call It Karma
7. Bleeds No More
8. My Disaster
9. Still Dreaming
10. Here Today, Gone Tomorrow
11. Already Dead
12. Smile In Your Sleep
13. Vices
14. American Dream
15. Born Dead
16. I Am The Arsonist
17. My Heroine

Video musicali
1. American Dream
2. You're All I Have
3. Vices (ft. Liam Cormier)
4. Still Dreaming
5. If You Could See Into My Soul
6. My Heroine
7. Discovering Tne Waterfront
8. Smile In Your Sleep
9. Smashed Into Pieces
10. Giving Up

## Formazione
- Shane Told - voce
- Josh Bradford - chitarra ritmica
- Neil Boshart - chitarra
- Paul Koehler - batteria
- Bill Hamilton - basso